# Крста Ковачевић Трговишки
Крста Ковачевић Трговишки (Трговиште, 1877 — Прешево, 30. јануар 1948), познат и као Крста Прешевски, био је српски четнички војвода у Старој Србији у време борби за Македонију почетком 20. века.

## Биографија
Родио се у селу Трговишту у Пчињи 1878. године. У то време Пчиња је административно спадала у Прешевску казу Косовског вилајета у Османском царству. У родном селу бавио се ковачким занатом све до 1900. године када је убио турског војника, због насиља над његовим малим братом Спиром. По убиству бежи у Бугарску, где се запошљава као физички радник на железници у Софији. Убрзо су га запазили борци ВМРОа, који га врбују у своју организацију. Прво је био у чети генерала Цончева где му је најбољи пријатељ био каснији кумановски војвода Крсто Лазаров Коњушки. 
У време Илинденског устанка је у чети скопског војводе ВМРО-а Николе Пушкарова, где користи искуство са железнице да разнесе пругу код села Новичана. После повлачења Пушкарова, улази у чету Тодора Николова која након неколико неуспелих чарки бива приморана да се склони у Врање. У Врању је упознао Живојина Рафајловића, и решава да се придружи српској четничкој акцији, и да напусти бугарску у којој је деловао пошто српске није било. У борбама након пропасти Крушевске републике, излази из редова бугарских комита, заједно са саборцем Тодором Крстићем након затварања и лошег третмана од стране бугарских власти у Ћустендилу, Радомиру и Софији. Од 1904. године он је српски војвода и кроз његову чету као кроз школу пролазе Војислав Танкосић и Војин Поповић, познатији као Војвода Вук. Након младотурске револуције живи мирно у Прешеву, све до 1909. године када Турци покушавају да га убију, што је благовремено открио и одметнуо се у шуму. 
У Првом балканском рату учествује као војвода у четничком одреду војводе Војина Поповића Вука у Кумановској бици, бици на Мукосу, и на Бакарном Гумну. У Првом светском рату учествује са шесторицом браће. Самостално преводи чету преко Албаније током одступања по зими 1915-1916. године. Учествује потом и у пробоју Солунског фронта. Од 1924. године води чету која гони комите Ванча Михаилова и албанских качака. За време окупације 1941-1944, Крста живи скривено у Лесковцу. 
Умро је 1948. године у Прешеву.